# Happy Now (Lied)
Happy Now (englisch: „Jetzt glücklich“) ist ein Lied des deutsch-russischen DJs Zedd in Kooperation mit der US-amerikanischen Singer-Songwriterin Elley Duhé.

## Entstehung und Artwork
Geschrieben wurde das Lied gemeinsam von der australischen Autorin Sarah Aarons, der schwedischen Liedtexter- und Sängerin Jonnali Parmenius (Noonie Bao), dem ebenfalls aus Schweden stammenden Autor Linus Wiklund sowie Anton Zaslavski (Zedd). Die Produktion des Stückes erfolgte durch LotusIV (Linus Wiklund) und Zedd. Zedd zeichnete sich darüber hinaus ebenfalls für die Abmischung zuständig. Das Mastering erfolgte durch Mike Marsh von The Exchange Mike Marsh Mastering in Devon, England. Das Lied wurde unter dem Musiklabel Interscope Records veröffentlicht und durch EMI Music Publishing, Sony/ATV Music Publishing, Universal Music Publishing sowie Zedd Music Empire verlegt.
Auf dem Cover der Maxi-Single ist – neben Künstlernamen und Liedtitel – die Fassade einer Wohnung zu sehen. Der Hintergrund des Coverbildes ist gelb gehalten, in der Mitte befindet sich ein Bild der besagten Wohnung. Das Dach der Wohnung ist weiß, die Wand grün und die Haustür rot gehalten. Vor der Wohnung befindet sich eine gelbe Sitzbank für zwei Personen. Über der Abbildung sind die Namen der Interpreten angebracht, unter der Abbildung der Liedtitel. Erstmals wurde das Cover von beiden Künstlern am 13. Juli 2018 präsentiert.

## Veröffentlichung und Promotion
Die Erstveröffentlichung von Happy Now erfolgte am 13. Juli 2018 als Airplay in Zane Lowe’s Beats 1. Die Veröffentlichung als Single folgte fünf Tage später als Einzeldownload am 18. Juli 2018. Am 7. September 2018 erschien eine Akustikversion zu Happy Now. Wiederum zwei Wochen später erfolgte die Veröffentlichung einer Remix EP am 21. September 2018.
Remixversion
- Happy Now (BEAUZ Remix)
- Happy Now (Marc Benjamin Remix)
- Happy Now (Duke & Jones Remix)
- Happy Now (Magnificence Remix)
- Happy Now (MXXWLL Remix)

## Hintergrund
Erstmals fand Happy Now am 10. August 2017 in einem Interview mit dem US-amerikanischen Billboard-Magazin Erwähnung. Während dieses Interviews präsentierte Zedd einige unveröffentlicht Stücke, an denen er zu diesem Zeitpunkt arbeitete. Dabei spielte er auch Happy Now, das zu diesem Zeitpunkt noch den Arbeitstitel „Are You Happy Now“ trug. Das Stück wurde in seiner ersten Fassung nicht von Duhé, sondern von der norwegischen Sängerin Sigrid eingesungen.
Happy Now feierte seine Premiere am 3. Juli 2018 während des Zedd in the Park Festivals in Los Angeles. Hierbei kam es zu einem gemeinsamen Liveauftritt von Duhé und Zedd. Einen Tag später lud Duhé auf ihrem Instagram-Profil ein Bild des Auftrittes hoch, in Verbindung mit der Aussage „and the man of the hour last night. I told ya a big surprise is comin 🇺🇸“ (englisch „Der Mann der Stunde letzte Nacht. Ich habe euch gesagt, dass es eine große Überraschung geben wird.“). Wiederum einen Tag später lud sie ein Video des Auftritts hoch, mit den Worten „not gonna lie my heart is pretty full“ (englisch „Ich werde nicht lügen, mein Herz ist ziemlich voll.“). In den Tagen bis zur Veröffentlichung der Single lud Duhé beinahe täglich neue Pressefotos mit Zedd hoch.

## Inhalt
Der Liedtext zu Happy Now ist in englischer Sprache verfasst; ins Deutsche übersetzt bedeutet der Titel etwa „Jetzt glücklich“. Die Musik und der Text wurden gemeinsam von Sarah Aarons, Noonie Bao, Linus Wiklund sowie Zedd geschrieben. Musikalisch bewegt sich das Lied im Bereich des Dance-Pops. Das Tempo beträgt 88 Schläge pro Minute. Inhaltlich befasst sich Happy Now mit einer Trennung, in der Duhé von ihrem Ex-Freund verlassen wurde und die die Frage danach stellt, ob er mit dem, was er getan hat, glücklich ist.
Aufgebaut ist das Lied auf zwei Strophen (à vier Zeilen), einer Bridge, einem Refrain und einem Outro. Das Lied beginnt mit dem Refrain, auf den die erste Strophe folgt. Auf die erste Strophe folgt eine Bridge und erneut der Refrain. Der gleiche Ablauf erfolgt mit der zweiten Strophe. Nach dem dritten Refrain wiederholen sich die Zeilen „You’re the only one who can. You’re the only, you’re the only.“ (englisch „Du bist der Einzige, der das kann. Du bist der Einzige, der Einzige.“) als eine Art “Post-Chorus”, bevor das Lied mit dem Outro endet. Der Gesang des Liedes stammt ausschließlich von Elley Duhé, Zedd ist lediglich im Hintergrund während des Outros zu hören.
| „You’re a world away. Somewhere in the crowd. In a foreign place. Are you happy now? There’s nothing left to say. So I shut my mouth. So won’t you tell me, babe. Are you happy now? Are you happy now?“ – Refrain, Originalauszug | „Du bist eine Welt entfernt. Irgendwo in der Masse. An einem fremden Ort. Bist du jetzt glücklich? Es gibt nichts mehr zu sagen. Also halte ich meinen Mund. Also warum sagst du mir nicht, Liebling. Bist du jetzt glücklich? Bist du jetzt glücklich?“ – Refrain, Übersetzung |

## Musikvideo
Zu Happy Now wurden zwischen dem 18. Juli und 23. August 2018 insgesamt drei offizielle Musikvideos veröffentlicht. Deren Gesamtlängen liegen allesamt zwischen 3:21 Minuten und 3:27 Minuten. Zusammengerechnet zählten die Musikvideos bis März 2025 über 162 Millionen Aufrufe auf der Videoplattform YouTube.
Zunächst feierte am 18. Juli 2018 ein Lyrikvideo seine Premiere. Das Video beginnt mit Außenaufnahmen und später mit Innenaufnahmen von einer Wohnung nach einer Partynacht. In der nächsten Szene wacht die Besitzerin (Duhé) auf und beginnt noch in ihrer Schlafkleidung sofort mit dem Aufräumen der Wohnung. Während des Aufräumens beginnt sie immer wieder zu tanzen, nach kurzer Zeit bewegt sie sich nur noch tanzend durch die Wohnung und vernachlässigt das Aufräumen. Am Ende des Videos begibt sie sich nach draußen. Das Video endet mit Duhé, die den Blick ins Weite richtet. Während des kompletten Videos werden – bis zum letzten Refrain – im Vordergrund immer die entsprechenden Textzeilen in gelber und weißer Schrift eingeblendet. Wie schon beim Lyrikvideo zu The Middle führten wieder Chris Lowery und Dillon O’Neal von WE WRK WKNDS Regie. Bis März 2025 zählte das Musikvideo über 47 Millionen Aufrufe auf YouTube.
Am 9. August 2018 folgte die Veröffentlichung eines ersten regulären Musikvideos mit dem Titel „Official Tour Edit“. Wie der Titel besagt, zeigt das Video Ausschnitte aus dem Tourleben von Zedd. Einerseits sind Szenen von Promo- und Liveauftritten Zedds zu sehen, zum anderen zeigt es private Szenen aus dem Leben abseits des Tourlebens. Während den Szenen der Öffentlichkeitsarbeit, ist Zedd unter anderem bei Auftritten auf dem Parookaville (Weeze, Deutschland) sowie dem Music Power Explosion (Breslau, Polen) zu sehen. Bei einem weiteren Liveauftritt tritt Zedd zusammen mit Duhé auf. Des Weiteren ist er bei Promoauftritten wie unter anderem bei der Schweizer Radiostation Capital FM oder einem Fotoshooting zu sehen. Abseits der Touralltags sieht man Zedd unter anderem mit seinen Freunden an einem Tag auf dem Wasser. Sie verbringen Zeit auf einer Yacht, fahren mit einem Schnellboot und einem Jet-Ski, surfen oder schlagen Golfbälle ins Wasser. Des Weiteren ist eine Szene von Zedd und seinen Freunden beim Kegeln zu sehen. In einigen Szenen sieht man Zedd auch alleine in seinem Privatjet, vor dem Moskauer Kreml oder auch dem Schloß-Gymnasium Benrath. Das Video endet mit Zedd, der mit einem Jetski davon fährt. Regie führte Yoder. Bis März 2025 zählte das Musikvideo über vier Millionen Aufrufe auf YouTube.
Am 23. August 2018 folgte die Veröffentlichung des zweiten regulären Musikvideos, bei dem es sich um das eigentliche „offizielle Musikvideo“ handelt. Hierbei verbringen zwei Männer und Frauen ihre Zeit in einer Ferienwohnung. Während eines gemeinsamen Abendessens beginnt eine Frau für einen der beiden Männer zu schmachten, was der anderen aufstößt. Beim Tanzen kommt sich das Pärchen näher, ehe sie sich küssend in der Nacht ins Schlafzimmer verziehen. Dabei stehen die zwei immer unter Beobachtung der Gegenspielerin. Am nächsten Tag serviert diese allen einen Wodka, wobei sie den Drinks zuvor eine unbekannte Substanz hinzufügt. Die dem Mann näher gekommene Frau und der zweite Mann brechen am Schwimmbecken zuerst zusammen, der Mann selbst flüchtet aus dem Becken und bricht abgelegen an einem Straßenrand zusammen. In einer eingeschobenen Szene ist zuerkennen, dass die eifersüchtige Frau kurz vor der Aktion ein Telefonat tätigt. Nachdem er geflüchtet ist, folgt sie ihm. Kurz nachdem er am Straßenrand zusammengebrochen ist, trifft der von der Frau alarmierte Streifenwagen ein. Zunächst wollen die Polizisten dem Mann helfen, als sie jedoch die eifersüchtige Frau entdecken, beschuldigt diese den Mann ihr das angetan zu haben. Die Polizisten legen ihm daraufhin Handschellen an und verfrachten ihn auf der Rückbank des Wagens. Das Video endet mit ihr, die verschmitzt lächelt. Regie führte Dori Oskowitz. Bis März 2025 zählte das Musikvideo über 111 Millionen Aufrufe auf YouTube.

## Mitwirkende
| Liedproduktion - Sarah Aarons: Komponist, Liedtexter - Elley Duhé: Gesang - Mike Marsh: Mastering - Jonnali Parmenius (Noonie Bao): Komponist, Liedtexter - Linus Wiklund: Komponist, Liedtexter, Musikproduzent - Anton Zaslavski (Zedd): Abmischung, DJ, Hintergrundgesang, Komponist, Liedtexter, Musikproduzent Artwork (Musikvideos) - Chris Lowery: Regisseur (Lyrikvideo) - Dillon O’Neal: Regisseur (Lyrikvideo) - Dori Oskowitz: Regisseur (Offizielles Musikvideo) - Daniel Yaro Filmproduzent (Offizielles Musikvideo) - Yoder: Regisseur (Tour-Edition) | Unternehmen - EMI Music Publishing: Verlag - The Exchange Mike Marsh Mastering: Mastering - Interscope Records: Musiklabel - Prettybird: Filmproduzent (Offizielles Musikvideo) - Sony/ATV Music Publishing: Verlag - Universal Music Publishing: Verlag - Zedd Music Empire: Verlag |

## Rezensionen
Die deutsche Radiostation bigFM beschrieb Happy Now als „absolut entspannten Track mit Ohrwurmgarantie“.

## Kommerzieller Erfolg

### Chartplatzierungen
Happy Now erreichte in Deutschland Position 64 der Singlecharts und konnte sich insgesamt zehn Wochen in den Charts halten. In Österreich erreichte die Single in sechs Chartwochen Position 64, in der Schweiz in neun Chartwochen Position 73, im Vereinigten Königreich in zehn Chartwochen Position 45 sowie in einer Chartwoche Platz 90 in den Vereinigten Staaten.
Für Zedd als Interpret ist Happy Now jeweils der elfte Charterfolg in den Vereinigten Staaten sowie jeweils der zehnte in Deutschland und dem Vereinigten Königreich, der neunte in Österreich und der achte in der Schweiz. Als Autor ist es sein zwölfter Charterfolg in den USA sowie sein elfter im Vereinigten Königreich, sein zehnter in Deutschland, sein neunter in Österreich und sein achter in der Schweiz. Als Produzent erreichte er hiermit zum 13. Mal die Single-Charts in den Vereinigten Staaten, zum zwölften Mal in Deutschland, zum elften Mal die Charts in Österreich und dem Vereinigten Königreich sowie zum zehnten Mal die Schweizer Hitparade. Für Parmenius als Autorin ist Happy Now der zehnte Charterfolg im Vereinigten Königreich, der neunte in Österreich und der Schweiz, der achte in Deutschland sowie der vierte in den Vereinigten Staaten. Aarons erreichte hiermit als Autorin nach Stay und The Middle jeweils zum dritten Mal die Singlecharts in Deutschland, Österreich, der Schweiz, dem Vereinigten Königreich und den Vereinigten Staaten. Wiklund erreichte mit Happy Now zum dritten Mal nach I Could Be the One (Avicii vs. Nicky Romero) und Stay die deutschen, österreichischen, Schweizer und britischen Single-Charts sowie nach Stay zum zweiten Mal die Billboard Hot 100 in seiner Autorentätigkeit. Als Produzent erreichte er hiermit nach Stay jeweils zum zweiten Mal die Charts in Deutschland, Österreich, der Schweiz, dem Vereinigten Königreich und den Vereinigten Staaten. Für Duhé stellt Happy Now den ersten weltweiten Charterfolg dar.
| ChartsChartplatzierungen       | Höchstplatzierung | Wochen |
| ------------------------------ | ----------------- | ------ |
| Deutschland (GfK)              | 64 (10 Wo.)       | 10     |
| Österreich (Ö3)                | 64 (6 Wo.)        | 6      |
| Schweiz (IFPI)                 | 73 (9 Wo.)        | 9      |
| Vereinigte Staaten (Billboard) | 90 (1 Wo.)        | 1      |
| Vereinigtes Königreich (OCC)   | 45 (10 Wo.)       | 10     |

### Auszeichnungen für Musikverkäufe
Am 31. März 2022 wurde Happy Now in den Vereinigten Staaten mit einer Platin-Schallplatte für eine Million verkaufte Einheiten ausgezeichnet, bereits am 12. März 2019 erreichte das Lied Goldstatus. Es ist Zedds zehnte Single, die mindestens Goldstatus in den Vereinigten Staaten erreichte. Weltweit erhielt Happy Now einmal Silber sowie viermal Gold sowie zehnmal Platin und verkaufte sich laut Schallplattenauszeichnungen über 1,8 Millionen Mal.
| Land/Region                  | Auszeichnungen für Musikverkäufe (Land/Region, Auszeichnung, Verkäufe) | Verkäufe  |
| ---------------------------- | ---------------------------------------------------------------------- | --------- |
| Australien (ARIA)            | 3× Platin                                                              | 210.000   |
| Brasilien (PMB)              | 2× Platin                                                              | 80.000    |
| Dänemark (IFPI)              | Gold                                                                   | 45.000    |
| Frankreich (SNEP)            | Gold                                                                   | 100.000   |
| Kanada (MC)                  | 2× Platin                                                              | 160.000   |
| Italien (FIMI)               | Gold                                                                   | 25.000    |
| Neuseeland (RMNZ)            | Platin                                                                 | 30.000    |
| Österreich (IFPI)            | Gold                                                                   | 15.000    |
| Portugal (AFP)               | Platin                                                                 | 10.000    |
| Vereinigte Staaten (RIAA)    | Platin                                                                 | 1.000.000 |
| Vereinigtes Königreich (BPI) | Silber                                                                 | 200.000   |
| Insgesamt                    | 1× Silber · 4× Gold · 10× Platin ·                                     | 1.875.000 |

Hauptartikel: Zedd/Auszeichnungen für Musikverkäufe